# Pseudobagarius hardmani
Pseudobagarius hardmani es una especie de pez de la familia Akysidae en el orden de los Siluriformes.

## Descripción
Los machos pueden llegar alcanzar los 4,2 cm de longitud total.
Número de vértebras 34-35.

## Distribución geográfica
Se encuentran en Asia: río Chao Phraya en Tailandia.